# Pervagor
Pervagor is een geslacht van straalvinnige vissen uit de familie van vijlvissen (Monacanthidae). Het geslacht is voor het eerst wetenschappelijk beschreven in 1930 door Whitley.

## Soorten
- Pervagor alternans (Ogilby, 1899)
- Pervagor aspricaudus (Hollard, 1854)
- Pervagor janthinosoma (Bleeker, 1854)
- Pervagor marginalis Hutchins, 1986
- Pervagor melanocephalus (Bleeker, 1853)
- Pervagor nigrolineatus (Herre, 1927)
- Pervagor randalli Hutchins, 1986
- Pervagor spilosoma (Lay & Bennett, 1839)